# ماساهیکو شیمادا
ماساهیکو شیمادا (انگلیسی: Masahiko Shimada؛ زادهٔ ۱۹۶۱) نویسنده اهل ژاپن است. وی دانش‌آموختهٔ دانشگاه مطالعات خارجی توکیو است و تاکنون برندهٔ جایزه یومیوری، جایزه ادبی نوما، جایزه ادبی ایزومی کیوکا، جایزه ادبی ایتو سئی، جایزه فرهنگی انتشارات مائینیچی، مدال افتخار
شده و آثارش به زبان انگلیسی ترجمه شده‌است. وی یک بار هم نامزد دریافت جایزه آکوتاگاوا بود.